# Eugène Kulesza
Eugène Kulesza, né le 8 mars 1891 à Varsovie et mort assassiné le 30 juin 1941 en Biélorussie, est un prêtre catholique polonais de la congrégation des marianistes de l'Immaculée-Conception dont le procès en béatification a été ouvert en 2003.

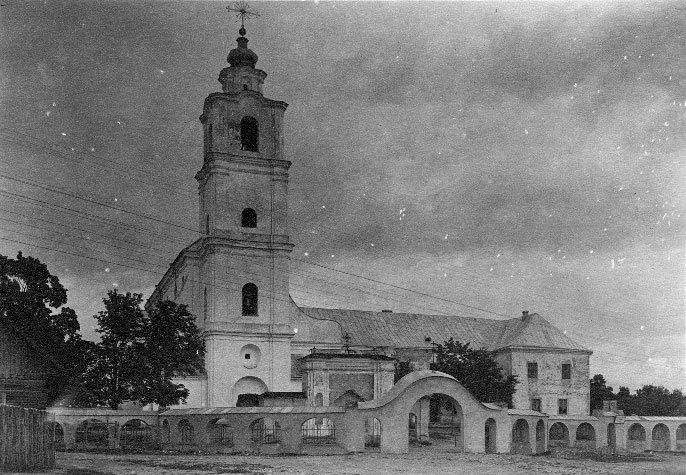
Couvent des marianistes à Drouïa.

## Biographie
Eugeniusz Kulesza naît à Varsovie de Wojciech Kulesza et de son épouse, née Franciszka Dworakowska. Il a deux frères (dont l'un deviendra prêtre diocésain) et deux sœurs. Il fait ses études au lycée Paweł-Chrzanowski de Varsovie, où le préfet des études est marianiste de l'Immaculée-Conception. Sa famille déménage en Russie où il termine ses études secondaires, puis il entre à l'université Jagellonne de Cracovie, où il étudie d'abord la médecine avant de se diriger vers l'anthropologie, mais il n'y reste qu'un an.
Il entre ensuite chez les marianistes de l'Immaculée-Conception au noviciat de Bielany à Varsovie, le 1er novembre 1915, sous la direction du bienheureux Georges Matulewicz qui a redonné vie à la congrégation cinq ans plus tôt. Il prononce ses premiers vœux le 1er novembre 1916 et poursuit ses études à Fribourg avec sa promotion. Il est ordonné prêtre le 2 octobre 1921 par Mgr Matulewicz à l'église marianiste de Rasna, puis il retourne à Fribourg et prononce ses vœux perpétuels en 1922. Il devient chapelain  d'un couvent de religieuses. Il passe en 1924 sa thèse de doctorat en français intitulée La Doctrine mystique de Richard de Saint-Victor et retourne à Bielany, mais il souffre des poumons, ce qui l'oblige quelques mois plus tard à se soigner près de Zakopane dans les montagnes des Carpathes, puis en Suisse. Il voyage aussi en France et dans le nord de l'Italie.
Le P. Kulesza est de retour à Bielany en 1926, comme secrétaire du collège, puis enseignant. Il est vice-directeur du collège en 1931 pendant deux ans, mais commence ensuite à avoir des doutes sur sa vocation et décide d'entrer chez les Pères paulins, après avoir obtenu la permission de sa congrégation. En 1935, après un pèlerinage estival à Notre-Dame de Czestochowa, il retourne définitivement dans sa congrégation d'origine, ses doutes s'étant dissipés. Il est nommé recteur du collège de Bielany, le 22 octobre 1936.
Cependant le gouvernement polonais prend un virage autoritaire et des mesures laïcistes vis-à-vis de l'enseignement. Les Pères marianistes d'origine biélorusse sont expulsés de leur maison de Drouïa en 1938 et le P. Kulesza manifeste le désir de s'occuper de leur lycée (gymnasium Étienne Bathory). Il en devient le directeur le 28 août 1938 et en même temps il est nommé supérieur des marianistes de Drouïa (parmi lesquels se trouve le bienheureux Antoine Leszczewicz). La petite ville se trouve au bord de la Dvina occidentale qui marque la frontière avec la république socialiste soviétique de Biélorussie.
À la fin de septembre 1939, l'Armée rouge occupe la région selon les accords du pacte germano-soviétique, alors que l'Allemagne hitlérienne occupe l'ouest du pays depuis le début du mois. Les marianistes sont expulsés de leurs maisons en décembre 1939. Le P. Kulesza défend les droits de sa congrégation et de celle des Sœurs eucharistines qui collaborent avec les marianistes. Les nouvelles autorités communistes leur laissent la possibilité de poursuivre leur travail pastoral discrètement dans les églises de Drouïa et des environs, mais ne reviennent pas sur leur décision de fermer leur lycée.
En juin 1941, l'opération Barbarossa est lancée. La Wehrmacht se dirige vers l'est. Les Soviétiques et leurs affidés se préparent à quitter Drouïa dans la précipitation. Les magasins sont pillés, un homme favorable aux Bolchéviques est pendu, le chaos règne. Un comité civil se forme au sein de la population civile et demande au P. Kulesza d'en prendre la tête pour le retour à l'ordre, ce qu'il accepte après avoir prié.
Dans l'après-midi du 30 juin 1941, un groupe de soldats soviétiques traverse la Dvina occidentale et s'empare du P. Kulesza qu'ils ont l'intention de transférer à Polotsk. Le prêtre monte dans une voiture avec deux soldats, mais leur voiture tombe en panne et les soldats enferment le prêtre dans une grange pour le frapper, puis le tuent d'une balle dans la tête dans le champ à côté.
Les Allemands font leur entrée à Drouïa le 5 juillet 1941. Le lendemain, trois Sœurs eucharistines traversent la Dvina pour tenter de retrouver le P. Kulesza. D'après les indications des paysans de Lupanty, elles retrouvent la fosse où le corps du prêtre a été jeté et le ramènent en charrette, accompagnées de dizaines de paysans en procession. Ses funérailles ont lieu le 11 juillet en présence des onze marianistes et des religieuses, ainsi que d'une grande foule.
Le P. Kulesza a été mis en 2003 sur la liste des martyrs de la Seconde Guerre mondiale par le séminaire catholique Marie-Reine-des-Apôtres de Saint-Pétersbourg et son procès en béatification a été ouvert dans l'archidiocèse de Moscou.

### Articles liés
- Georges Kaszyra
- Antoni Leszczewicz
- Couvent de Drouïa